# Ökoturisztikai látogatóközpont
Az ökoturisztikai látogatóközpont egy olyan információs hálózat központi eleme, ahol valamely nagyobb területről (pl. nemzeti park, tájvédelmi körzet), mint egészről, és annak kisebb egységeiről, egyedi látnivalóiról, továbbá a gyakorlati természetvédelmi tevékenységről (pl. fajmegőrzési programok) is tájékoztatást kap az odalátogató. A kiállításon a látogatók megismerhetik például az érintett terület növény- és állatvilágát, földtudományi örökségét, kultúrtörténeti értékeit. 
A nemzeti parkokban és egyéb védett természeti területeken a látogatóközpontok fogadókapu szerepet töltenek be, ahol a látogatók megismerkedhetnek a terület egészével, és további területek meglátogatásához kaphatnak motivációt, a bejárásra vonatkozó információt (pl. további bemutatóhelyek, túralehetőségek), illetve ehhez kapcsolódóan vehetnek igénybe további szolgáltatást (pl. szakvezetés).
A látogatóközpontok ezeket a feladataikat minden esetben állandó szakszemélyzettel látják el. 
Az ökoturisztikai látogatóközpontok bemutató, ismeretterjesztő és szemléletformáló céljait gyakran a látogatóközpontok közelében megtalálható tanösvények is segítik. 
Hazánkban az ökoturisztikai látogatóközpontok, általában belépőjeggyel látogathatók.
Ilyen létesítmények lehetnek például az ökoturisztikai/természetismereti fogadó-, oktató- és látogatóközpontok, arborétumok, gyűjteményes kertek, vadasparkok.

## Az ökoturisztikai látogatóközpont alap és kiegészítő szolgáltatásai
Az ökoturisztikai látogatóközpontok, mint az egyik legkomplexebb szolgáltatást nyújtó ökoturisztikai létesítmények számos alapszolgáltatással valamint a hozzájuk kapcsolódó kiegészítő szolgáltatások valamelyikével rendelkeznek.  
Alapszolgáltatások:
- információs pult, értékesítőhely
- fogadótér pihenőhelyekkel, mosdókkal
- kiállító tér állandó és/vagy időszakos természetismereti kiállításokkal
- előadóterem, oktatóterem vagy foglalkoztató-szoba
- „zöld” bolt, ajándékbolt elsősorban helyi termelők termékivel

Kiegészítő szolgáltatások:
- vendéglátó egység
- szállás
- kölcsönző (pl. kerékpár, kenu)
- természetvédelmi tematikájú könyvtár
- kisgyerekek számára játszósarok, játszótér

## Az ökoturisztikai látogatóközpont feladatai
Ökoturisztikai látogatóközpont elsődleges feladatai:
- a természeti és kulturális értékek komplex vagy tematikus bemutatása
- ismeretterjesztés
- szemléletformálás
- környezettudatosságra való nevelés

A látogatóközpontok kialakításuktól, komplexitásuktól függően helyet biztosíthatnak:
- természetismereti, környezeti nevelési programoknak
- ismeretterjesztő előadásoknak
- iskolai oktatást kiegészítő gyakorlati foglalkozásoknak
- szakmai kutatásoknak,
- terepgyakorlatoknak, illetve
- kiindulási pontként szolgálhatnak a tematikus túráknak, szakvezetéseknek (pl. gyógynövény túra, kökörcsin túra), vezetett túráknak (gyalogtúra, kerékpáros túra, vízi túra).

## Az ökoturisztikai látogatóközpont ismérvei összhangban azökoturizmusszemléletével
- a látogatás a természeti–kulturális örökség semmilyen elemét nem károsítja, veszélyezteti
- a helyi közösség támogatása megvalósul
- építészeti jellegében környezetbarát szemléletet közvetít, kialakítása tájba illő módon történik
- környezetbarát jelleg az operatív működésben
- alternatív energiaforrás használata
- szelektív hulladékgyűjtés.

## Az ökoturisztikai látogatóközpont látogató- és családbarát elemei
Az utóbbi években megvalósuló ökoturisztikai látogatóközpontok kialakítása a látogató- és családbarát szempontrendszer figyelembe vételével történtek. 
Az ökoturisztikai látogatóközpontokra jellemző, hogy: 
- rendelkeznek megfelelő számú, családi és akadálymenetes parkolóhellyel
- rendelkeznek megfelelő számú, (esetenként kimondottan a gyermekek méreteihez igazodó) mellékhelyiséggel
- a látogatók számára beltéri és/vagy kültéri pihenőhelyek biztosítottak
- akadálymentesítettek
- a bemutatást többféle bemutatási mód (statikus, dinamikus, elektronikus) és interaktív jelleg jellemzi
- a látogatóközpont egyedi jellemzőin alapuló arculattal rendelkezik
- rendelkeznek gyermek- és családbarát infrastruktúra elemekkel (pl. pelenkázóhely, beltéri játszótér vagy játszósarok, kültéri játszótér vagy játszósarok, babakocsi beltérbe vihető)
- rendelkeznek gyermek- és családbarát kínálattal (pl. kisgyermekek számára is érhető, rajzos információk találhatók, van kifejezetten gyermekek számára szóló bemutatórész, a kiállítás egyes részei megfoghatók, megtapinthatók, kipróbálhatók; gyermekeknek és/vagy családoknak van kedvezményes belépődíj)
- a rendezvények között vannak kifejezetten családi- és gyermekprogramok
- a vendéglátóhelyen, elsősorban helyi termékek értékesítése történik
- az ajándékboltban, helyi termékek, környezetbarát szemléletnek megfelelő termékek kaphatók.